# روماريو فييرا
روماريو فييرا (بالبرتغالية: Romario Vieira‏) هو لاعب كرة قدم غيني بيساوي في مركز الوسط، ولد في 19 يوليو 1998 في بيساو في غينيا بيساو. لعب مع ليدز يونايتد.

## وصلات خارجية
- روماريو فييرا على موقع قاعدة بيانات كرة القدم.إي يو (الإنجليزية)
- روماريو فييرا على موقع Soccerbase.com (لاعب) (الإنجليزية)
- روماريو فييرا على موقع Soccerway.com (الإنجليزية)